# R. N. mester
R. N. mester 1450 körül élt felső-magyarországi festőmester, neve nem maradt az utókorra. Egyetlen ismert műve az egykori liptószentmáriai főoltár, mely szerkezetében a mateóci oltárt követi. Monogramja a Krisztus elfogatása és a Kálvária jelenetén olvasható. A század közepének a Mateóci mester mellett legjelesebb festője.